# だから君が好き
「だから君が好き」（だからきみがすき、原題 : Coz I Luv You）は、スレイドの楽曲である。1971年にB面に「ライフ・イズ・ナチュラル」を収録したシングル盤として発売され、全英シングルチャートでバンド初の首位を獲得。本作を皮切り、多くのヒット作を発表した。
オリジナル・アルバムには未収録となっており、翌年にイギリス以外の国で発売された同名のコンピレーション・アルバムに収録され、イギリスでは1973年に発売のコンピレーション・アルバム『スレイデスト』でアルバム初収録となった。
なお、原題が「Coz I Luv You」とスペルを間違っているが、これは意図的なもの。

## 背景
スレイドは、ボビー・マーチャンのカバー曲「Get Down Get With It」を1971年5月に発売し、商業的な成功を収めた。同時期にライブ・パフォーマンスに対する評価が上がり、イギリスやヨーロッパでのブレイクに繋がり、全英シングルチャートでは最高位16位を獲得した。
本作は、ベーシストのジム・リーが演奏するヴァイオリンが特徴となっている。チャス・チャンドラーは、「ゲット・ダウン」に続くシングル曲としてオリジナルの楽曲をバンドに提言し、それを受けたノディ・ホルダーとリーによって書かれた。ある晩にリーは、ヴァイオリンを携えてホルダーの家を訪れ、ジョン・ダマー・ブルーズ・バンドの「Nine by Nine」を聞いた後に本作のアイデアを想い浮かべ、ホルダーに対してジャンゴ・ラインハルトとステファン・グラッペリの「Hot Club」に影響を受けた楽曲を書くことを提案。翌日、バンドはチャンドラーの前で本作を演奏し、「君たちが書いた初のヒット・レコードだと思う。それどころか、君たちが書いた曲でもNo.1だ」と告げた。
すぐにバーンズにあるオリンピック・スタジオを手配し、2日をかけてレコーディングが行われた。前述のように本作を気に入ったチャンドラーだが、「ゲット・ダウン」に比べてポップすぎることと、サウンドが弱いと感じていた。また、当初のタイトルは「Because I Love You」と正しいスペルであったが、バンドのイメージやサウンドと合致しないと言うことから、ホルダーがブラック・カントリー方言を取り入れることを提案し、現行の誤ったスペルのタイトルに変更された。
1980年の『サウンズ』誌のインタビューで、リーは本作について「それらの古い曲は好きではなかった。『だから君が好き』はアルバムのための使い捨ての曲で、僕らにとって甘ったるいと思った。それが2週連続で1位を獲るものだから『なんてこった』と思ったよ」と語っている。

## リリース
本作は、イギリス、アイルランド、ヨーロッパ全土、スカンディナヴィア、ユーゴスラビア、イスラエル、カナダ、南アフリカ、オーストラリア、ニュージーランド、アルゼンチン、ブラジル、日本などの国で7インチシングルとして発売された。B面には「ライフ・イズ・ナチュラル」が収録され、1972年にイギリス以外で発売されたコンピレーション・アルバム『Coz I Love You』や2007年に発売されたコンピレーション・アルバム『B-Sides』に収録された。その後1977年と1987年にドイツで、1983年にベルギーで再発売され、1993年にはドイツでCDシングルとして再発売された。
本作は、1998年に公開の映画『ベルベット・ゴールドマイン』やフォード・トランジットの販促で使用され、後に2004年に公開の映画『El lobo』や2006年にBBCで放送されたドラマ『時空刑事1973 ライフ・オン・マーズ』にも使用された。

## プロモーション
本作のミュージック・ビデオは制作されていない。
イギリスでは、BBCの音楽番組『トップ・オブ・ザ・ポップス』、ベルギーでは『Popshop』、ドイツでは『Disco』や『Beat Club』で披露され、1973年にはオランダの音楽番組『Popgala』で披露された。

## シングル盤収録曲
| #         | タイトル                                         | 作詞・作曲                               | 時間 |
| --------- | ------------------------------------------------ | ---------------------------------------- | ---- |
| 1.        | 「だから君が好き」(Coz I Luv You)                | ノディ・ホルダー ジム・リー （ 英語版 ） | 3:24 |
| 2.        | 「ライフ・イズ・ナチュラル」(My Life Is Natural) | ノディ・ホルダー                         | 3:12 |
| 合計時間: | 合計時間:                                        | 合計時間:                                | 6:36 |

| #         | タイトル                                     | 作詞・作曲                  | 時間 |
| --------- | -------------------------------------------- | --------------------------- | ---- |
| 1.        | 「だから君が好き」(Coz I Luv You)            | ノディ・ホルダー ジム・リー | 3:24 |
| 2.        | 「ゲット・ダウン」(Get Down And Get With It) | ボビー・マーチャン          | 4:12 |
| 合計時間: | 合計時間:                                    | 合計時間:                   | 7:36 |

| 全作詞・作曲: ノディ・ホルダー、ジム・リー。 |                                   |                              |                              |      |
| #                                            | タイトル                          | 作詞                         | 作曲・編曲                   | 時間 |
| 1.                                           | 「だから君が好き」(Coz I Luv You) | ノディ・ホルダー、ジム・リー | ノディ・ホルダー、ジム・リー | 3:24 |
| 2.                                           | 「だから君が好き」(Coz I Luv You) | ノディ・ホルダー、ジム・リー | ノディ・ホルダー、ジム・リー | 3:24 |
| 合計時間:                                    | 合計時間:                         | 6:48                         |                              |      |

| 全作詞・作曲: ノディ・ホルダー、ジム・リー。 |                                                |                              |                              |      |
| #                                            | タイトル                                       | 作詞                         | 作曲・編曲                   | 時間 |
| 1.                                           | 「だから君が好き」(Coz I Luv You)              | ノディ・ホルダー、ジム・リー | ノディ・ホルダー、ジム・リー | 3:24 |
| 2.                                           | 「クレイジー・ママ」(Mama Weer All Crazee Now) | ノディ・ホルダー、ジム・リー | ノディ・ホルダー、ジム・リー | 3:43 |
| 合計時間:                                    | 合計時間:                                      | 7:07                         |                              |      |

| 全作詞・作曲: ノディ・ホルダー、ジム・リー。 |                                       |                              |                              |      |
| #                                            | タイトル                              | 作詞                         | 作曲・編曲                   | 時間 |
| 1.                                           | 「だから君が好き」(Coz I Luv You)     | ノディ・ホルダー、ジム・リー | ノディ・ホルダー、ジム・リー | 3:24 |
| 2.                                           | 「グッバイ・ジェーン」(Gudbuy T'jane) | ノディ・ホルダー、ジム・リー | ノディ・ホルダー、ジム・リー | 3:33 |
| 合計時間:                                    | 合計時間:                             | 6:57                         |                              |      |

| 全作詞・作曲: ノディ・ホルダー、ジム・リー。 |                                        |                              |                              |      |
| #                                            | タイトル                               | 作詞                         | 作曲・編曲                   | 時間 |
| 1.                                           | 「だから君が好き」(Coz I Luv You)      | ノディ・ホルダー、ジム・リー | ノディ・ホルダー、ジム・リー | 3:30 |
| 2.                                           | 「グッバイ・ジェーン」(Gudbuy T'jane)  | ノディ・ホルダー、ジム・リー | ノディ・ホルダー、ジム・リー | 3:30 |
| 3.                                           | 「アイ・ドン・マインド」(I Don't Mind) | ノディ・ホルダー、ジム・リー | ノディ・ホルダー、ジム・リー | 3:06 |
| 合計時間:                                    | 合計時間:                              | 10:06                        |                              |      |

## クレジット
- ノディ・ホルダー - リード・ボーカル、リズムギター
- デイヴ・ヒル（英語版） - リードギター、バッキング・ボーカル
- ジム・リー（英語版） - ベース、ヴァイオリン、バッキング・ボーカル
- ドン・パウエル（英語版） - ドラム

## チャート成績
| チャート成績 (1971年)             | 最高位 |
| --------------------------------- | ------ |
| オーストラリア (ARIA)             | 9      |
| ベルギー (Ultratop 50 Wallonia)   | 5      |
| ベルギー (Ultratop 50 Flanders)   | 7      |
| オランダ (Single Top 100)         | 2      |
| フランス (SNEP)                   | 21     |
| ドイツ (GfK Entertainment charts) | 9      |
| アイルランド (IRMA)               | 1      |
| UK シングルス (OCC)               | 1      |

## カバー・バージョン
本作は、多数のアーティストによってカバー・バージョンが発表されている。
- アラン・キャディー・オーケストラ&シンガーズ（） - 1971年に発売のアルバム『Six Top Hits』に収録。
- ヴァンダイク・ブラウン - 1973年に発売のコンピレーション・アルバム『Million Copy Hit Songs Made Famous by Slade, T. Rex, Sweet』に収録[20]。
- イアン・エドモンソン - 1991年にスレイド結成25周年を記念し、「Go Crazy」名義でカバー。
- ワンダー・スタッフ - 1992年にコンピレーション・アルバム『Ruby Trax-The NME's Roaring Forty』に収録[21]。
- ジム・リー（英語版） - 1994年に2バージョン録音し、それぞれ「The X Specials」、「Jimbo features Bull」名義でシングルとしてリリース[22]。
- ノディ・ホルダー - 2000年にITVで放送されたドラマ『The Grimleys』のためにカバー・バージョンを録音し、2008年にWhild John Music LtdよりMP3形式で配信限定発売された[23]。
- ベーゼオンケルツ（英語版） - 2002年に発売のシングル『Keine Amnestie für MTV』のB面に収録[24]。
- ジェイムズ・ブラント - 2006年に自身のライブで披露。
- エヴィデンス - 2007年に発売の『The Weatherman LP』に、本作をサンプリングした「Things You Do」を収録[25]。
- ヴァイス・スクワッド（英語版） - 2015年に発売のシングル『Run Run Rudolph』に収録。
- カマイアニー・ジスト - 2015年にウクライナで発売のアルバム『70/80』に収録。